# Viktor Rudyj
Viktor Volodymyrovyč Rudyj (in ucraino Вiктор Володимирович Рудий?; Žytomyr, 11 febbraio 1962) è un ex calciatore ucraino.

## Carriera da giocatore
Viktor è cresciuto nei settori giovanili di Junist Černihiv e il Desna-3 Černihiv. Nel 1980 inizia a giocare per il Desna-3 Černihiv, squadra principale della città di Černihiv. Ha giocato anche per Metalurh Zaporižžja, Nyva Vinnycja, Desna Černihiv, Naftovyk-Ukrnafta. Nel 1991 ha giocato anche per la squadra del Bukovyna Černivci, Cheksyl Černihiv, Nyva Vinnycja, Desna Černihiv, Tarpeda Mahilëŭ, Arsenal Bila Cerkva, Hapoel Ashkelon, Desna Černihiv, Domobudivnyk Černihiv. Nel 1999 chiude la sua carriera calcista nella squadra del Desna Černihiv.